# Емцов, Алексей
Алексей Емцов (англ. Alexey Yemtsov; род. 1982, Павлоград) — австралийский пианист украинского происхождения.

## Биография
В 1995 году занял первое место в младшей возрастной группе (до 14 лет) на первом Международном конкурсе пианистов имени Владимира Горовица в Киеве (в 1999 году был вторым в средней группе, до 19 лет). В том же году выступал перед президентом США Биллом Клинтоном во время его первого визита на Украину.
С 1998 году живёт в Австралии, окончил Сиднейскую консерваторию по классу Герарда Виллемса (магистр музыки, 2005). Интенсивно концертирует по всей стране с сольным и ансамблевым репертуаром. В 2003 году, в частности, дал концерт из всех скерцо Фридерика Шопена в рамках Шопеновского фестиваля в Сиднее. С Сиднейским симфоническим оркестром под управлением Владимира Ашкенази исполнял первый концерт Сергея Рахманинова.
В 2009 году выпустил первый диск с произведениями Моцарта, Шуберта и Рахманинова.